# Iridopsis sapulena
Iridopsis sapulena är en fjärilsart som beskrevs av William Schaus 1897. Iridopsis sapulena ingår i släktet Iridopsis och familjen mätare. Inga underarter finns listade i Catalogue of Life.